# بيبوتي روي
بيبوتي روي مهندس وأستاذ جامعي.  وهو باحث في جامعة بريمن في ITB في قسم علوم وهندسة الكمبيوتر وأستاذ زائر في جامعات دولية.   تشمل اهتماماته البحثية التدريب القائم على الحاسوب ، وتطوير المناهج الدراسية ، والتكنولوجيا الحيوية لتوفير المياه المستدامة ، وإنتاج الطاقة اللامركزية وتخزينها ، ومنشأة إنتاج الطاقة الشمسية وصيانتها .   
ولد طالبًا في جامعة راجشاهي . حصل على بكالوريوس العلوم   وتخرج في جامعة بريمن . حصل على الدكتوراه. حصل على درجة الدكتوراه في الهندسة بعد الانتهاء من رسالة الدكتوراه بعنوان «المحاكاة كوسيلة تعليمية عملية المنحى في التعليم المهني».  

## مسار مهني مسار وظيفي
بدأ روي مسيرته المهنية كمساعد تقني لشركة Vereinigte Flugtechnische Werke (VFW) GmbH في بريمن ، حيث صمم أجنحة الطائرات المقاتلة ، وعمل لاحقًا في Brown و Boveri و Cie (BBC) AG وأيضًا بصفته رسامًا تقنيًا يصمم مخططات الدوائر الكهربائية وكذلك متدرب في MBB - ERNO Raumfahrttechnik GmbH لإجراء دراسات جدوى حول استخدام الأقمار الصناعية للأغراض التعليمية. عمل كمتدرب في جامعة بريمن في قسم هندسة الإنتاج لإجراء دراسات جدوى حول استخدام آلات التفريغ الكهربائي (EDM) في الفضاء .  واصل العمل في جامعة بريمن في مجال تطوير المفاهيم وتنظيم وإدارة برامج الشهادات العملية الموجهة للمهندسين من البلدان النامية . 
روي هو المؤسس المشارك لشركة Bangladesh Entwicklungszentrum في ألمانيا (BEZ) e. V. ، ومؤسس IAQ Bremen ، ألمانيا. كما كان أيضًا أحد مؤسسي SUPCONS Ltd. Verden ، ألمانيا (شركة خدمات تكنولوجيا المعلومات المتخصصة في تطوير البوابة والمنصات) ، وعضو مؤسس في مجموعة الأبحاث متعددة التخصصات (IRG) في جامعة Khulna للهندسة والتكنولوجيا ، ولاحقًا في جامعة Khulna عضو مؤسس في الطاقة المتجددة والبيئة مؤسسة (REEF) في خولنا ومستشار أبحاث لجامعة دافوديل الدولية في دكا .   
كانت أبرز المشاريع هي منشأة للتدريب على الطاقة الشمسية وإنتاجها ، وبناء مستشفيات في بنغلاديش وإنشاء إمدادات مياه مستدامة في إفريقيا.   

## روابط خارجية
- الصفحة الرئيسية لروي